# Paul Shattock
Paul Shattock OBE é um pesquisador britânico de autismo e consultor científico da instituição de caridade Education and Services for People with Autism, da qual ele também é o fundador. Ele foi diretor da Unidade de Pesquisa em Autismo da Universidade de Sunderland. Ele é conhecido principalmente por sua pesquisa controversa sobre terapia dietética e autismo, tendo afirmado que crianças autistas podem ter um "intestino poroso" que permite que certos peptídeos entrem na corrente sanguínea e afirmou que eles excretam níveis anormalmente altos. Como resultado dessa especulação, ele promoveu o uso de uma dieta sem glúten e sem caseína para melhorar os sintomas do autismo, uma teoria que ele desenvolveu junto com Kalle Reichelt. Além disso, ele afirmou que uma proteína encontrada no leite pode desempenhar um papel na etiologia do autismo. Ele também é o ex-presidente da Organização Mundial do Autismo.

## Pesquisa
Em 2002, Shattock conduziu uma pesquisa e alegou que essa pesquisa havia identificado um subconjunto único de crianças autistas que podem ser suscetíveis de maneira única à vacina MMR. Essas crianças foram identificadas pelo fato de tenderem a sofrer de problemas intestinais, terem um andar anormal e serem mais amigáveis do que outras crianças autistas. Além disso, esta pesquisa concluiu que um em cada dez pais de crianças autistas atribuiu o autismo de seus filhos a esta vacina e que essas crianças apresentavam níveis muito mais altos de indolil-3-acriloilglicina na urina. No entanto, Shattock foi criticado por Peter Dukes, do Medical Research Council, que observou que as descobertas de Shattock ainda não haviam sido publicadas em uma revista revisada por pares.

## Vida pessoal
Shattock tem um filho, Jamie, que foi diagnosticado com autismo em 1975.